# التيار الوطني الديمقراطي
التيار الوطني الديمقراطي هو حركة سياسية تونسية يسارية ظهرت في الجامعة التونسية أواسط السبعينات. يمثل التيار حاليا 3 أحزاب حزب الوطنيين الديمقراطيين الموحد الذي أسسه شكري بلعيد  وحزب العمل الوطني الديمقراطي الذي يقوده عبد الرزاق الهمامي و الحزب الوطني الاشتراكي الثوري بقيادة جمال الأزهر.